# 1971年の文学
1971年の文学（1971ねんのぶんがく）では、1971年（昭和46年）の文学に関する出来事について記述する。

## できごと
- 1月18日 - 第64回芥川龍之介賞・直木三十五賞（1970年下半期）の選考委員会開催。
- 5月3日 - 高橋和巳が結腸癌で死去。
- 6月13日 - 日夏耿之介が死去。
- 7月16日 - 第65回芥川龍之介賞・直木三十五賞（1971年下半期）の選考委員会開催。両賞とも「受賞作なし」という結果に終わった。
- 9月20日 - 三島由紀夫の墓石から遺骨が壺ごと紛失[1]。
- 12月5日 - 盗まれていた三島の遺骨が、墓から40メートル離れた場所（地中）で発見される[2]。

## 賞

### 芥川賞・直木賞
第64回（1970年下半期）
- 芥川賞 - 古井由吉『杳子』
- 直木賞 - 豊田穣『長良川』

第65回（1971年上半期）
- 芥川賞 - 該当作なし
- 直木賞 - 該当作なし

### その他の賞
- 谷崎潤一郎賞（第7回） - 野間宏『青年の環』
- 群像新人文学賞（第14回） - 小林美代子『髪の花』、広川禎孝『チョーク』

## 1971年の本

### 小説・戯曲
- 安部公房 『未必の故意』（新潮社）
- 大岡昇平 『レイテ戦記』（中央公論社）
- 川端康成 『定本雪国』（牧羊社）
- 小林美代子 『髪の花』（講談社）
- 佐藤愛子 『その時がきた』（中央公論社）
- 高橋たか子 『彼方の水音』（講談社）
- 筒井康隆 『脱走と追跡のサンバ』（早川書房）
- 堀田善衛 『方丈記私記』（筑摩書房）
- 三島由紀夫 『蘭陵王』（講談社）
- 森万紀子 『黄色い娼婦』（文藝春秋）
- 山田智彦 『父の謝肉祭』（新潮社）

### 評論
- 三島由紀夫『蘭陵王――三島由紀夫1967.1～1970.11』（新潮社）

### その他
- 安部公房 『内なる辺境』（新潮社）
- 斎藤隆介・滝平二郎 『モチモチの木』（岩崎書店）
- 佐藤さとる・村上勉 『おおきなきがほしい』（偕成社）
- 高野悦子 『二十歳の原点』（新潮社）
- 土居健郎 『「甘え」の構造』（弘文堂）
- 畑正憲 『ムツゴロウの青春記』（文藝春秋）

## 死去
- 3月9日 - アントニイ・バークリー、イギリスの推理作家。77歳没。
- 4月3日 - マンフレッド・リー、米国の推理作家。従兄弟のフレデリック・ダネイと共に「エラリー・クイーン」の筆名で数々の推理小説を著した。66歳没。
- 4月20日 - 内田百閒、岡山県出身の小説家・随筆家。81歳没。
- 5月3日 - 高橋和巳、大阪市出身の小説家・中国文学者。39歳没。
- 5月24日 - 平塚らいてう、東京市出身の思想家・評論家。85歳没。
- 6月13日 - 日夏耿之介、長野県出身の詩人・英文学者。81歳没。
- 6月25日 - シャルル・ヴィルドラック、フランスの作家。88歳没。
- 7月8日 - 尾崎翠、鳥取県出身の小説家。74歳没。
- 9月20日 - イオルゴス・セフェリス、ギリシャの詩人。1963年にノーベル文学賞受賞。71歳没。
- 10月19日 - 原久一郎、日本のロシア文学者・翻訳家。81歳没。
- 12月15日 - 青柳瑞穂、山梨県出身の仏文学者・詩人。72歳没。